# Барридж, Том
Том Юстэс Барридж (англ. Tom Eustace Burridge; 30 апреля 1881, Лондон — 16 сентября 1965, Чатем, Кент) — английский футболист, чемпион летних Олимпийских игр 1900.
На Играх 1900 в Париже Барридж входил в состав британской футбольной команды. Его сборная выиграла в единственном матче у Франции со счётом 4:0 и заняла первое место, выиграв золотые медали.